# Ceratopogon ferulae
Ceratopogon ferulae är en tvåvingeart som beskrevs av Remm 1974. Ceratopogon ferulae ingår i släktet Ceratopogon och familjen svidknott. Inga underarter finns listade i Catalogue of Life.